# 和田ラヂヲ
和田 ラヂヲ（わだ ラヂヲ、1964年2月19日 - ）は、日本の漫画家。愛媛県松山市出身、在住。男性。

## 経歴・人物
1991年9月『イキナリどうだ』（週刊ヤングジャンプ）でデビュー。主に集英社の青年誌などで執筆活動をしている。趣味は音楽鑑賞であり、愛媛FCファン。
雑誌『ロッキン・オン』での連載開始後、編集長から「ワダクンの絵はFAXで荒らしたぐらいのほうがいいんじゃないかなぁ」とFAXでの入稿を提案された。当初、和田は「本当にFAX原稿のまま使っていいのか。そんなこと誰もしてないじゃないか」と納得のいかないままであったが、FAXマンガにしたとたんに同誌での和田の人気が急上昇した。
2000年9月、「梅干の種飛ばし」高松大会・男性の部優勝（記録16m63cm）。同年11月、「梅干の種飛ばし」全国大会・男性の部優勝。
2008年、ダイナマイト関西2008オープントーナメントでbaseよしもと予選を勝ち抜き、多くの芸人に混じって決勝大会に進出。絵を用いた回答で準決勝まで勝ち進んだ。
2010年7月22日、大阪で開催されたおおひなたごう主催の『第三回ギャグ漫画家大喜利バトル!!』に参加し、優勝した。
2013年4月から、FM愛媛にて、自らの冠レギュラー番組『ニンジニアネットワーク 和田ラヂヲの、聴くラヂヲ』の放送開始。
2014年7月、「～大阪漫画家大喜利～『MAN-GIRI！』」優勝。大阪ロフト・プラスワンwestにて。
2015年4月、京都精華大学マンガ学部ギャグマンガコース非常勤講師就任。同月3日から2018年3月23日の放送終了まで、テレビ愛媛の番組『つながるワイド ほ〜なん。』に出演している。
2016年2月、「梅干しの種飛ばし」砥部町七折梅祭り・男性の部優勝 (記録11m10cm)。
2016年8月、大阪ロフト・プラスワンwestにて行われた第四回大阪漫画家大喜利「MAN-GIRI！」で優勝。
2016年12月、有楽町よみうりホールにて行われた「ダイナマイト関西2016 決勝トーナメント」で準優勝。

## 評価

### ギャグ漫画家として
マンガ解説者の南信長は著書において、和田の同世代の漫画家である吉田戦車の作風と関連付けるかたちで、和田を〈不条理ギャグ〉というジャンルの確立に寄与した作家、〈不条理ギャグ〉ブームを支えた作家と位置づけている。詳細は吉田戦車#不条理ギャグを参照。
俳句研究者の青木亮人は、和田の作品が「不条理ギャグ」を牽引したという見解を述べている。青木は、不条理な笑いを追求する漫画が1990年代の日本に集中的に現れたとし、その中でも強烈な存在感を放ったのが和田の『和田ラヂヲのここにいます』であったとしている。青木によれば、和田の凄いところは、同作のようなナンセンスな世界を1990年代から現在（2013年）まで描き続けている点であり、同様の作風で作品を量産するためにはセンスや「引き出し」が必要であることから、和田のアイデアの豊富さに青木は驚きを示している。
芸術家の大竹伸朗とも親交があり、2023年7月1日には、愛媛新聞朝刊に、「大竹伸朗×和田ラヂヲ」と題した特別パフォーマンス記事をコラボレーションして掲載した

### ラジオパーソナリティとして
和田がパーソナリティを務めるラジオ番組「ニンジニアネットワーク 和田ラヂヲの、聴くラヂヲ」について、FM香川の放送番組審議会（2014年度の第8回）では、多くの委員から好感度の高い言葉が寄せられた。同審議会では、その要因の一つとしての和田のトークセンスは「和田さんの声が低いので聞き取りにくいが繰り返し聞いていても聞き飽きない」、「和田さんのしょうもない事を面白おかしく聞かせるのは話芸」と評されている。FM岡山の番組審議会（2016年度の第173回）でも、同番組での和田のトークについて「個性豊かな喋り方で話題も豊富」・「とてもセンスがある」との意見が述べられており、同番組における相方とのチームワークの良さも評価されている。
なおこの番組はその後2017年12月に『ニンジニアネットワーク 和田ラヂヲの、聴くラヂヲ2』、さらに2024年1月に『ニンジニアネットワーク 和田ラヂヲの、聴くラヂヲ3』に改題・リニューアルして継続している。

## 作品リスト

### 単著
- スカの群れ（集英社、ヤングジャンプ・コミックス、1992年6月）
- 和田ラヂヲのここにいます （第1〜9巻） （集英社、ヤングジャンプ・コミックス、1994年4月〜1998年12月）
- ロッキン・ラヂヲ（ロッキング・オン、1996年4月）
- 和田ラヂヲのアンドレ・ザ・和田ラヂヲ （集英社、ヤングジャンプ・コミックス、1999年10月）
- 和田ラヂヲのアブドーラ・ザ・和田ラヂヲ （集英社、ヤングジャンプ・コミックス、1999年11月）
- 最近わかったこと （ベストセラーズ、Bestsellers comics、1999年12月）
- 和田ラヂヲのアントニオ・和田ラヂヲ （集英社、ヤングジャンプ・コミックス、1999年12月）
- ハロー!和田ラヂヲ （上、下） （集英社、ヤングジャンプ・コミックス、2000年2月、3月）
- 和田ラヂヲの徐々にポイマン（1、2、3） （エンターブレイン、Beam comix、2001年1月、2002年1月、2004年3月）
- がんばれ!和田ラヂヲ―夢のオールスターまんが （第1巻、第2巻） （集英社、ヤングジャンプ・コミックス愛蔵版、2002年2月、2002年6月）
- 元祖・ロッキンラヂヲ（イースト・プレス、CUE COMICS、2002年12月、2015年9月）
- 和田ラヂヲの嫁に来ないか?（1、2） （集英社、ヤングジャンプ・コミックス愛蔵版、2004年3月、2005年5月）
- 和田ラヂヲの新世界（河出書房新社、2007年12月）
- ラブラドール・和田ラヂヲ（1、2）（集英社、ヤングジャンプ・コミックス、2008年5月、2009年7月）
- ラヂヲの時間 バカ党 （小学館、ビッグコミックススペシャル、2012年2月、2015年8月）
- ラヂヲの時間 アホ党 （小学館、ビッグコミックススペシャル、2012年2月）
- ネコが出ますよ（ほぼ日刊イトイ新聞・COMIC CUE、2012年）[12] - 書籍化されていない作品
- 猫も、オンダケ （角川書店、2015年10月） - のちにテレビアニメ化
- 和田ラヂヲの異世界無双（マイクロマガジン社、2021年9月[13]）

### 共著
- オバタカズユキほか『会社図鑑!地の巻 (業界別カイシャ・ミシュラン)』、ダイヤモンド社 、1995年11月、ISBN 9784478781401
- オバタカズユキほか『会社図鑑!〈’97〉天の巻―業界別カイシャ・ミシュラン』、ダイヤモンド社、1996年11月、ISBN 9784478781678
- 福島聡ほか『COMIC CUE Vol.300』イースト・プレス、2003年5月、ISBN 9784872573527
- うすた京介ほか『フリースタイル13　特集: MY MUSIC FOR LOVERS』フリースタイル、2010年9月、ISBN 9784939138539
- 呉智英ほか『フリースタイル17 特集：THE BEST MANGA 2012 このマンガを読め！』フリースタイル、2011年12月、ISBN 9784939138591
- たてかべ和也ほか『フリースタイル27 特集:ジャイアン・スピークス! たてかべ和也インタビュー』フリースタイル、2014年10月、ISBN 9784939138744
- 大友克洋ほか『親父衆』集英社、2015年7月[14]
- 本郷和人（監修）・滝乃みわこ・和田ラヂヲ『東大教授がおしえるやばい日本史』ダイヤモンド社、2018年7月

### 書籍への寄稿
（漫画・イラスト・エッセイなどの寄稿を列挙する）
- SPAT4（広告、ホームページなど）
- 永田泰大『ゲームの話をしよう〈第2集〉』ファミ通ブックス、エンターブレイン、2001年10月、ISBN 9784757701731。
- Coming Century『大人世紀』集英社、2002年、ISBN 9784087803532。
- Coming Century『大人世紀〈2〉』集英社、2002年。
- オバタカズユキほか『大学図鑑』（2002, 2003, 2004, 2005年版）ダイヤモンド社。
- 「Tribute Cartoons」『江口寿史―総特集』、河出書房新社、KAWADE夢ムック、2003年1月、ISBN 9784309976433。
- 永田泰大『ゲームの話をしよう〈第3集〉』ファミ通ブックス、エンターブレイン、2005年8月、ISBN 9784757724068。
- 内場勝則ほか『吉本新喜劇のすごい話』ワニブックス、2009年、ISBN 9784847018459。
- 友利昴『へんな商標？』発明協会、2010年11月、ISBN 9784827109825。
- 糸井重里『羊どろぼう。』東京糸井重里事務所、ほぼ日ブックス、2011年3月、ISBN 9784902516418。
- 友利昴『へんな商標？ 2』発明協会、2011年12月、ISBN 9784827111743。
- 「俺は天然色」『増補新版 大瀧詠一』、河出書房新社、文藝別冊/KAWADE夢ムック、2012年8月、ISBN 9784309977782。
- 「『演劇1』『演劇2』」『観ずに死ねるか ! 傑作ドキュメンタリー88』、鉄人社、2013年3月、ISBN 9784904676721。
- 「あの娘ぼくがロングシュート決めたらどんな顔するだろう」『ユリイカ』2013年7月臨時増刊号、青土社、2013年6月、ISBN 978-4791702565。
- 友利昴『それどんな商品だよ! 本当にあったへんな商標』文庫ぎんが堂、イースト・プレス、2013年10月、ISBN 9784781670973。
- 本田透ほか『フリースタイル18 特集：COLUMN IS DANCING! コラムは踊る！』フリースタイル、2012年3月、ISBN 9784939138614。
- サムシング吉松ほか『ちきう☆防衛隊! セハガール 』 KADOKAWA/アスキー・メディアワークス、電撃コミックスEX、2015年2月、ISBN 9784048691598。
- 『猫にメロメロ 関西版』 京阪神エルマガジン社、えるまがMOOK、2016年2月、ISBN 9784874354926。
- 山田航『ことばおてだまジャグリング』 文藝春秋、2016年4月、ISBN 9784163904443。
- ほぼ日刊イトイ新聞『小ネタの恩返し。』 東京糸井重里事務所、ほぼ日文庫、2016年8月
  - 坂本龍馬のことはしかし編
  - おやつ、そしてスイーツ編
  - ビートルズさんに挨拶を編
  - アマデウスは登場しない編
- 河出書房新社編集部（編）『尾崎放哉:つぶやきが詩になるとき』 河出書房新社、2016年12月
- 横田伊佐男『ムダゼロ会議術』 日経BP社、2018年5月
- 『TRIBUTE TO TO-Y』 小学館、2020年11月[15]
- 『浦安鉄筋家族』シリーズ30周年記念お祝いイラスト（『週刊少年チャンピオン』2023年10号[16]）

### 雑誌
- 『イラストレーション　特集　マンガの底力』　玄光社、2003年。
- 「オオタケトオヤマワダ」　『ユリイカ』2006年11月号、青土社、2006年10月、ISBN 4-7917-0154-2。
- 「松山ツウが通う庶民派ソウルフード物語」　『タウン情報まつやま』2011年1月号　エス・ピー・シー、2010年12月。
- 「和田ラヂヲの宿坊ナウ。」『四国旅マガジン GajA No.48 だから、わたしは遍路(たび)に出る (特別編集号)』　エス・ピー・シー、2011年5月。
- 「50人のマイ ベスト四国」　『四国旅マガジン GajA(ガジャ) No.50 50人のマイベスト・四国旅の決定版!(特別編集号)』、エス・ピー・シー、2011年11月。
- 「大竹さんのこと」　『四国旅マガジン GajA(ガジャ) No.56 アート漫遊』、エス・ピー・シー、2013年5月。
- 「伊達や酔狂の果てに見たもの」　『Winkle』 VOLUME01、ネコ・パブリッシング、2014年5月[17]。
- 「アンケート：ブルース・リーと私」　『現代思想』2013年10月臨時増刊号、青土社、2013年9月、ISBN 9784791712687。
- 「イラストエッセイ」『ユリイカ』2016年2月臨時増刊号、青土社、2016年1月、ISBN 9784791703036。

### 作品出展
- 「愛媛出身漫画家原画展」（ギャラリー リブ・アート、2011年）[18]
- 「人工衛星胸キュンカフェ」（JAXA・東急ハンズ渋谷店、2013年）[19]
- 「手塚治虫展」（愛媛県美術館、2013年）[20][21]
- 「人工衛星カフェ」（JAXA・東急ハンズ梅田店、2014年）[22]
- 「にっぽんの梅干し展」（企画：Bamboo Cut、2014年および2016年）[23][24]
- 「日本発アナログ合体家電『大ラジカセ展』」（主催・会場：梅田ロフト、池袋パルコミュージアム、2016年）[25][26]

### 原作
- 「猫も、オンダケ」（テレビアニメ。監督・脚本・演出：瀬名快伸、企画制作・製作：CUCURIおよびKADOKAWA、2016年）[27]

### 演出
- 宮地大介「宮地大介第二回単独公演『人生リハーサル』vol.和田ラヂヲ」Contents League、2013年。

### 連載
※情報は2017年9月現在。
- 「徐々にポイマン」『週刊ファミ通』、KADOKAWA。
- 「和田ラヂヲの一語一絵」『グランドジャンプ web』、集英社。
- 「味の断章（フラグマン）」『ぐるなび』。
- 「一平くん＋和田ラヂヲ」『サッカー専門新聞 エル・ゴラッソ』、スクワッド。
- 「オリジナリズム」イラスト『ビッグコミックオリジナル』、小学館。
- 「ハロー！ハンズ君」『タウン情報まつやま』、エス・ピー・シー。
- 「音深」『ふんわりジャンプ』、集英社。
- 「くつラヂヲ」、loop&loop Co., Ltd.[28]

### 映像
- 『ど人生』（毎日放送） - 画を担当している
  - 「流転の男」（2008年1月12日放送[29]）
  - 「ゆずらない女」（2008年3月29日放送[29]）
  - 「新入社員研修の男」（2008年11月1日放送[30]）
  - 「アラフォーな女」（2008年12月20日放送[30]）

### 出演
- 天下統一CG将軍（BSジャパン、2007年10月27日）
- 木村明浩ほか「ダイナマイト関西2008〜オープントーナメント大会〜 大喜利王決定戦」　YOSHIMOTO R and C、2009年。
- 藤原一裕ほか「大喜利王決定戦ダイナマイト関西2010 first」 YOSHIMOTO R and C、2011年。
- うすた京介ほか「ギャグ漫画家大喜利バトル!!2010」 バンダイビジュアル、2011年。
- ニンジニアネットワーク 和田ラヂヲの、聴くラヂヲ（FM愛媛、2013年4月6日 - 2017年11月25日 毎週土曜21:00～21:30）[5]
- ニンジニアネットワーク 和田ラヂヲの、聴くラヂヲ2（FM愛媛、2017年12月8日 - 毎週土曜21:00 - 21:30）[31]
- つながるワイド ほ〜なん（テレビ愛媛　2015年4月3日 - 2018年3月24日 金曜16 - 17時台 MC）[32]
- マギーほか「オモクリ監督 OC : O-Creator's TV show ゲスト監督作品集 3」　Contents League、2015年。
- 「すっぴん!」（NHKラジオ第1放送、NHK、2016年6月30日）[33]
- 「ピエール瀧のしょんないTV」 静岡朝日テレビ、2016年7月21日放送[34]。
- 「ぐるぐる音泉」（テレビ愛媛 2017年4月7日 - 毎週金曜25:00 - 25:15）[1][35]
- 「出川哲朗の充電させてもらえませんか?」（テレビ東京、2017年11月11日）
- 「正解の無いクイズ」（テレビ東京、2023年）
- 「ネコメンタリー 猫も、杓子も。」（NHK Eテレ、2024年10月20日[36]）